# Ljubo Zečević
Ljubo Zečević (Zadar, 27. srpnja 1958.) je hrvatski kazališni, televizijski i filmski glumac.

## Filmografija

### Televizijske uloge
- "Kud puklo da puklo" kao Zvonko (2014. – 2016.)
- "Počivali u miru" kao Švabo (2013.)
- "Luda kuća" kao Miljenko Majer (2005. – 2010.)
- "Ne daj se, Nina" kao Vladimir "Vlado" Brlek (2007. – 2008.)
- "Ponos Ratkajevih" kao vojni sudac (2008.)
- "Bitange i princeze" kao anarhist (2007.)
- "Cimmer fraj" kao striper (2007.)
- "Naša mala klinika" kao Djed Mraz (2005.)
- "Novo doba" kao redakcijski vozač (2002.)
- "Operacija Barbarossa" kao Tomekov tata (1990.)
- "Dirty Dozen: The Series" kao zapovjednik (1988.)
- "Nepokoreni grad" (1982.)

### Filmske uloge
- "Duga mračna noć" (2004.)
- "Slučajna suputnica" kao lokalni političar (2004.)
- "Ante se vraća kući" kao Bugarin (2001.)
- "Je li jasno, prijatelju?" kao Luka (2000.)
- "Četverored" kao Rafael Boban (1999.)
- "Da mi je biti morski pas" kao Stipe (1999.)
- "Bogorodica" kao Blašković (1999.)
- "Posebna vožnja" (1995.)
- "Mrtva točka" kao prijatelj (1995.)
- "Rosencratz i Guildenstern su mrtvi" kao Osrić (1990.)
- "Smrtonosno nebo" kao stražar #1 (1990.)
- "Samo još jedna tajna" (1989.)
- "Osuđeni" kao Tadić (1987.)
- "San o ruži" kao Željac (1986.)
- "Eter" (1985.)
- "Raskoljnikov iz studentskog servisa" (1984.)
- "Tamburaši" (1982.)
- "Judita" (1980.)
- "Groznica" kao Beli (1979.)
- "Živi bili pa vidjeli" (1979.)

### Sinkronizacija
- "Štrumpfovi 2" kao Victor Doyle (2013.)
- "Merida hrabra" kao Fergus (2012.)
- "WALL-E" kao kapetan B. McCrea (2008.)
- "Život buba" kao Trnko (2008.)
- "Shrek Treći" kao ravnatelj Pynchley i ispitivač (2007.)
- "Kuća monstrum" kao policajac Landers (2006.)
- "Skatenini i Zlatne dine" (2006.)
- "Arthur u zemlji Minimoya" kao Davido (2006.)
- "Auti, 2, 3" kao Ramo (2006., 2011., 2017.)
- "Žuta minuta" kao ravnatelj Hvatić (2005.)
- "Timon i Pumba" kao Pumba (2005.)
- "Izbavitelji" kao ravnatelj (2004.)
- "Kralj lavova" (franšiza) kao Pumba (2003. – 2004.)

## Vanjske poveznice
- Ljubo Zečević u internetskoj bazi filmova IMDb-u (engl.)
- Stranica na Komedija.hr  Arhivirana inačica izvorne stranice od 20. lipnja 2009. (Wayback Machine)